# Urapteroides swinhoei
Urapteroides swinhoei är en fjärilsart som beskrevs av Rothschild. Urapteroides swinhoei ingår i släktet Urapteroides och familjen Uraniidae. Inga underarter finns listade i Catalogue of Life.